# Атанас Данев
Атанас Данев е бивш кмет на Русе.
Той не е от изявените политически дейци в града и очевидно се приема като удобна компромисна фигура от поелите управлението на страната коалиционни партньори в лицето на Демократическата и Прогресивнолибералната партия. Краткотрайното му управление на общината като председател на тричленната комисия е свързано главно с подготовката на проведените общински избори. Помощници са му Ив. Стоянов и Димитър Якимов.